# Битва при Бергфриде
Битва при Бергфриде (нем. Bergfriede) или Бой при Янково — одно из сражений Войны четвёртой коалиции между французскими и русскими войсками, произошедшее 3 февраля 1807 года.

## Планы сторон
Российская императорская армия графа Л. Л. Беннигсена (до 80 тысяч), с целью отразить наступление Наполеона из-под Варшавы в восточную Пруссию, угрожавшее флангу и тылу Беннигсена, двигавшегося, в свою очередь, к нижней Висле, заняла позицию у Янково. Левый её фланг обеспечивался отрядом графа Каменского (Архангелогородский, Углицкий и Тенгинский пехотные полки, 9 батальонов с артиллерией), который занимал переправу у Бергфриде на реке Алле (Лава), не вполне замерзшей и потому сохранявшей значение препятствия. Мост не был разрушен, а 1 батальон Углицкого полка был выдвинут на правый берег реки Алле.

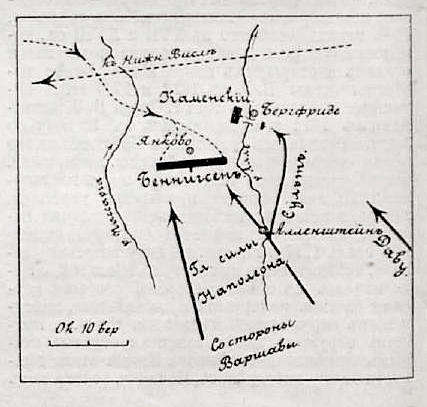
Рисунок из статьи «Бергфриде»
(«Военная энциклопедия Сытина»)

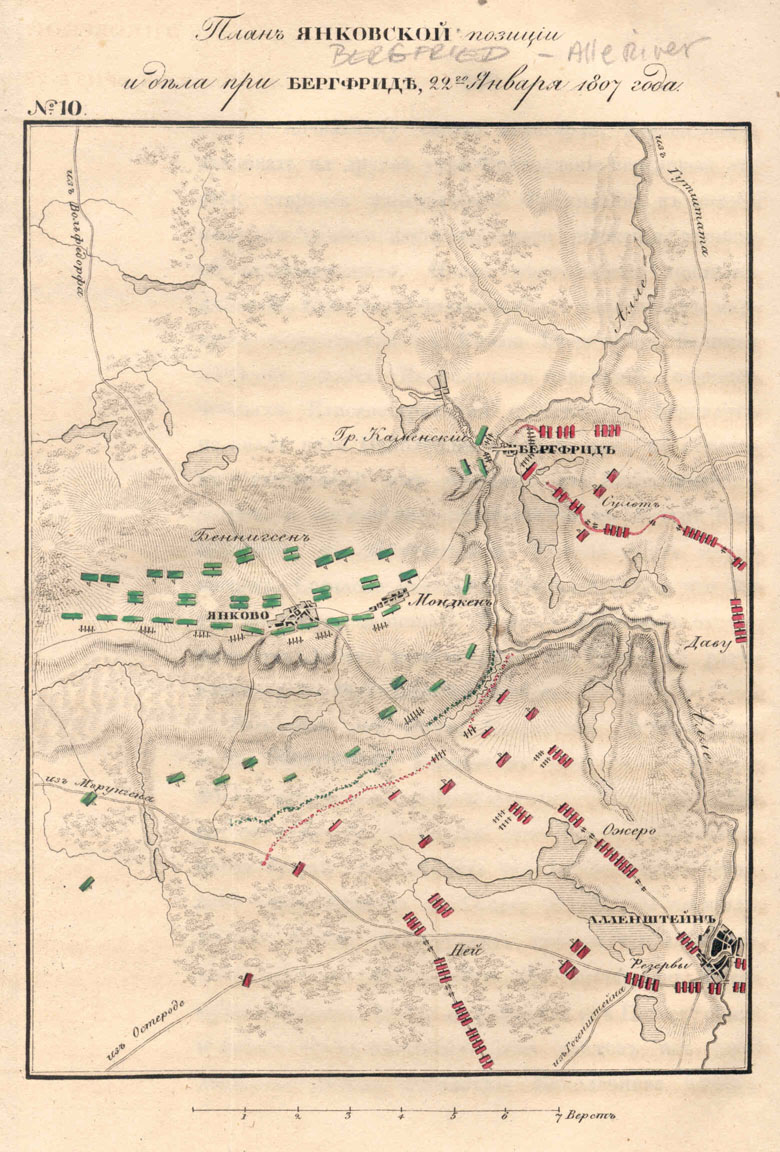
Битва при Бергфриде

Наполеон, закончив сосредоточение всей своей армии в окрестностях Алленштейна, рассчитывал атаковать 23 января главными силами 3 корпуса русскую армию с фронта, между реками Алле и Пассаргой (Пасленка), а двумя корпусами (Сульта и Даву) захватить в тылу левого фланга Беннигсена переправы на Алле и, таким образом, отрезать ему пути отступления на восток. Однако, полная боевая готовность русской армии 22 января заставила императора начать атаку в этот день, чтобы боем удержать противника на месте.

## Ход сражения
Направив часть главных сил на фронт русских, Бонапарт приказал Сульту овладеть передовой позицией у Бергфриде и, осуществив этим угрозу лев. флангу обороняющегося, обеспечить развитие в этом направлении действия для корпуса Даву, головная дивизия которого могла подойти к Алле не ранее 23 января. Сульт атаковал авангард отряда Каменского конницей около трёх часов дня. Батальон Углицкого полка, угрожаемый охватом и потерей пути отступления, отошел на левый берег реки Алле, под прикрытием огня артиллерии. Подошедшая французская пехота, обстреливаемая картечью русских орудий, перешла по мосту на левый берег и решительно атаковала батарею.
Генерал-майор Карл Фридрих Вильгельм фон Герсдорф, с Углицким полком и 1 батальоном Тенгинского ударил в штыки. На переправе между тем образовалось столпотворение. Завязался упорный рукопашный бой. Наконец, французы были оттеснены на правый берег. Однако Сульт предвидев такой результат сформировал ещё одну штурмовую колонну. Повторив атаку, французы снова овладели переправой и утвердились на левом берегу. Генерал Н. М. Каменский, считая невозможным продолжать оспаривать переправу у значительно превосходных сил противника, решил ограничиться в ночь на 23 удержанием его на левом берегу Алле, тем более, что Беннигсен принял решение уклониться от боя 23 числа и отдал приказ об отступлении армии в ночь на 23 января на север (на Прейсиш-Эйлау).
Потери отряда Каменского под Бергфриде: офицеров — 8 убитых и 9 раненых, нижних чинов — около 800 человек убитых и раненых. Потери французов составили около 600 человек.